# 西堂智藏
西堂智藏禪師（738年—817年），俗姓廖，虔化（今江西省寧都縣）人，唐代著名禪師，馬祖道一門下，洪州宗傳人。元和九年入寂，春秋八十。唐憲宗諡大宣教禪師，唐穆宗諡大覺禪師。塔曰〞大寶光〞。唐咸通年間唐枝為師撰《西堂大覺禪師塔碑銘》
智藏八歲出家，二十五歲受具足戒，後投入道一禪師門下修學。馬祖曾經派他向南陽慧忠國師問學，他也曾參禮牛頭宗徑山法欽。他與百丈懷海、南泉普願，合稱洪州門下三大士，其中又以智藏在道一門下時間最長，也最得道一信任，得到道一禪師親付袈裟，擔任西堂和尚，在僧團中的地位極高，人稱西堂智藏。在道一過世後，由智藏繼續領導僧團。
新羅僧人道義入唐，至智藏門下參學心法，受其法脈。822年回國後傳南宗禪，成為後來的朝鮮禪門九山之一的迦智山派。

## 師承
- 馬祖道一

## 弟子
- 虔州處微

## 外部連結
- 〖西堂智藏〗 （页面存档备份，存于）
- 佛光大辭典 （页面存档备份，存于）